# مناخ الضال
مناخ الضال او مناخ الدوادمي هو مناخ وقع بين الدولة السعودية الثانية وقبيلة عتيبة عام 1292هـ.

## الأحداث
مناخ الدوادمي او مناخ الضال، وهي المعركة الأولى للإمام عبد الرحمن بعد توليه الحكم عام 1292هـ. عندما حل محل أخيه الذي توفي (الإمام سعود بن فيصل)، وأخذ البيعة له، نشط أخوه الإمام عبد الله (الإمام السابق) بعد وفاة منافسه (الإمام سعود) وهزيمته أمام قبيلة عتيبة في وقعة طلال الثانية، قبل وفاته بأيام. فأراد أخوه عبد الله استعادة الحكم. وبعث أخاه محمد بن فيصل، وانضم إليه رجال قبيلة عتيبة ليستولوا على الوشم وما حولها. وعندما علم الإمام عبد الرحمن بالأمر خرج من الرياض، ومعه قوة كبيرة ليصد جيش أخيه عبد الله، وتمكن من هزيمته. وبعد ذلك ذهب إلى بلدة الدوادمي ليقاتل مسلط بن ربيعان، ومعه قبيلة مطير، والعجمان، ووجد مسلط ابن ربيعان، ومعه رجال آخرون من عتيبة وهم:
- عقاب بن شبنان بن حميد[7]
- محمد بن هندي[3]
- جفيان بن عقيّل الدعجاني[8]
- هذال بن فهيد الشيباني[4]
- محسن الهيضل[6]
- مشعان أبا العلا[6]
- حسين بن جامع[6]
- شباب بن حجنة[6]
- أبو رقبة[6]

فدارت معركة طاحنة انتصرت فيها قبيلة عتيبة بقيادة ابن ربيعان، وابن حميد، وهذال بن فهيد على الإمام عبدالرحمن، وعاد بعد الهزيمة إلى الرياض ، وذلك عام 1292هـ /1875م.